# Begum

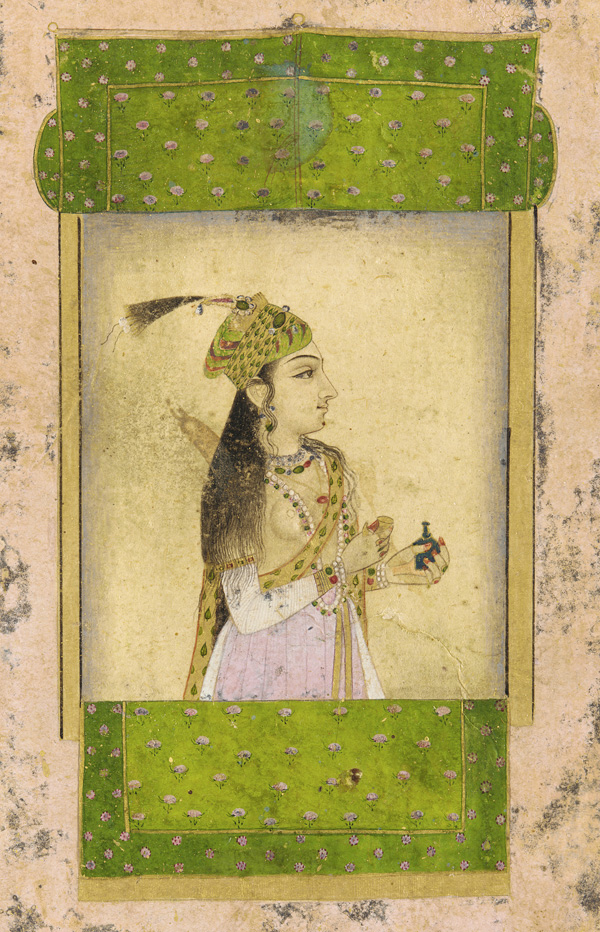
Begum Malika-uz-Zamani, esposa do imperador mogol Muhammad Shah.

Begum (também begüm, bagum, begom, begam, baigum ou beygum) é um título honorífico da Ásia Central e do Sul, frequentemente usado por mulheres importantes na sociedade, incluindo membros da realeza, aristocratas, primeiras-damas e primeiras-ministras. É o equivalente feminino do título baig ou bey, que em línguas turcomanas significa "oficial superior". Geralmente se refere à esposa ou filha de um beg. A forma relacionada begzada (filha de um beg) também ocorre.
No subcontinente indiano, particularmente em Deli, Hyderabad, Sindh, Punjab, Khyber Pakhtunkhwa e Bengala, begum foi adaptado para uso como um título honorífico para mulheres muçulmanas de alto status social, realização ou classificação, como na língua inglesa o título "Lady" ou "Dame" é usado.

## Na sociedade moderna
Coloquialmente, o termo também é usado no Uzbequistão, Índia, Paquistão e Bangladesh por homens muçulmanos para se referirem às suas próprias esposas, filhas, irmãs ou como um endereço honorífico para uma mulher casada ou viúva.
Em Bangladesh, o termo tem sido usado como título da primeira-dama de Bangladesh, por exemplo, Begum Khaleda Zia e Begum Rowshan Ershad. Também tem sido usado para se referir a mulheres de alto status social, como filantropos, ativistas, autoras e muitas outras, como Begum Rokeya e Begum Sufia Kamal. Khaleda Zia e Sheikh Hasina, que se alternam como primeiras-ministras de Bangladesh desde 1991, são apelidadas de "as begums batalhadoras".
O termo se tornou bem conhecido no Ocidente, especialmente no mundo francófono, devido ao romance de Júlio Verne de 1879, Os Quinhentos Milhões da Begun.
O termo já havia se tornado conhecido na Grã-Bretanha durante o impeachment e o julgamento parlamentar de Warren Hastings, ex-governador-geral da Índia, que durou de 1787 a 1795. Uma das principais acusações contra Hastings foi que ele havia confiscado injustamente terras (e, portanto, impostos) pertencentes às "Begums de Oudh" (mãe e avó de Asaf-Ud-Dowlah, Nawab de Oudh).

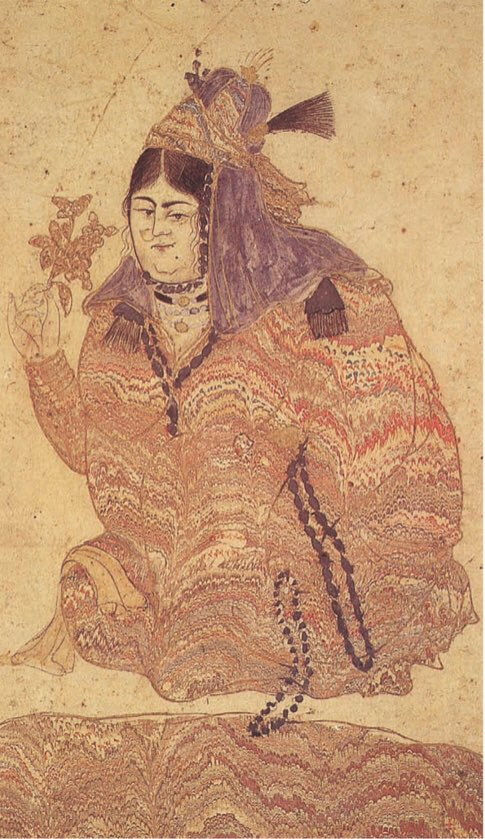
Uma Begum com a inscrição Hur Khanum Mughlani, Deccan, ca.1625

Begumpet é um dos principais subúrbios comerciais e residenciais da cidade de Hyderabad, Índia. Begumpet fica em terras doadas pelo sexto Nizam de Hyderabad (no cargo: 1869-1911) para sua filha como presente de casamento quando ela se casou com um nobre da casa de Paigah. 
Membros da comunidade paquistanesa de Toronto se referem a Mississauga, Ontário, Canadá (um subúrbio de Toronto) como Begumpura ("Cidade das Mulheres"). Mississauga tem uma grande comunidade de imigrantes paquistaneses e muitos maridos trabalham no Golfo Pérsico e na Arábia Saudita, enquanto suas esposas e filhos vivem em Mississauga.
Entre os nizaris, o título também é usado como o estilo oficial da consorte de seu imã, o Aga Khan.